# Tom Hopper
Pour les articles homonymes, voir Hopper.
Ne doit pas être confondu avec Tom Hooper.
Thomas Edward Hopper est un acteur anglais, né le 28 janvier 1985 à Coalville dans le Leicestershire. Il est connu pour son rôle de Luther Hargreeves dans la série télévisée américaine Umbrella Academy (depuis 2019).

## Biographie
Tom Hopper est né le 25 janvier 1985 à Coalville, Angleterre.

### Vie privée
Il est marié avec l'actrice britannique Laura Higgins depuis le 8 juin 2014.
Un an plus tard, le 1er juin 2015, l'acteur annonce la naissance de son fils, Freddie Douglas Hopper.
Le 7 juillet 2018, le couple accueille son deuxième enfant, une fille, Truly Rose Hopper'.

## Carrière
Il commence sa carrière en 2007 dans le film Saxon et à la télévision dans un épisode de Casualty.
En 2009, il a joué dans le film d'horreur britannique Tormented.
Entre 2010 et 2012, il tient le rôle de Perceval dans la série télévisée Merlin.
En 2014, il joue dans Northmen : Les Derniers Vikings avec Ryan Kwanten, James Norton, Ed Skrein et Charlie Murphy et il obtient le rôle de Billy Bones dans la série Black Sails, jusqu'en 2017.
En 2017, il décroche le rôle récurrent de Dickon Tarly dans la septième saison de la série Game of Thrones.
En 2019, il obtient le rôle de Luther Hargreeves (numéro #1 ou Spaceboy) l'un des personnages principaux dans la série télévisée américaine Umbrella Academy. La série est diffusée sur Netflix le 15 février 2019,,.
En 2021, il est présent au casting de Hitman and Bodyguard 2 réalisé par Patrick Hughes et de Resident Evil : Bienvenue à Raccoon City.

## Filmographie

### Cinéma

#### Longs métrages
- 2007 : Saxon de Greg Loftin : Un poissonnier
- 2009 : Tormented de Jon Wright : Marcus
- 2013 : Cold d'Eoin Macken : Tom
- 2014 : Northmen : Les Derniers Vikings (Northmen : A Viking Saga) de Claudio Fäh (en) : Asbjörn
- 2016 : Kill Ratio de Paul Tanter : James Henderson
- 2018 : I Feel Pretty d'Abby Kohn et Marc Silverstein (en) : Grant Leclair
- 2019 : Terminator : Dark Fate de Tim Miller : Commandant William Hadrell
- 2021 : Hitman and Bodyguard 2 (The Hitman's Wife's Bodyguard) de Patrick Hughes : Magnusson
- 2021 : SAS: Red Notice de Magnus Martens : Declan
- 2021 : Resident Evil : Bienvenue à Raccoon City (Resident Evil: Welcome to Raccoon City) de Johannes Roberts : Albert Wesker
- 2022 : Love In The Villa de Mark Steven Johnson : Charlie Fletcher
- 2024 : Space Cadet (en) de Liz W. Garcia : Logan O'Leary

#### Courts métrages
- 2012 : I Think, Therefore de Georgia King : Oli
- 2017 : Chaz and Ralfie : The Phone de Nicolas Fogliarini : Johnny White

### Télévision

#### Séries télévisées
- 2007 : Casualty : Hugh « Chewy » Mullen
- 2008 : Kingdom : Un soldat
- 2008 : Doctors : Josh Mullen
- 2010 : Doctor Who : Jeff
- 2010 - 2012 : Merlin : Perceval
- 2012 : Good Cop : Andy Stockwell
- 2014 - 2017 : Black Sails : Billy Bones
- 2016 : Révoltes barbares (Barbarians Rising) : Arminius
- 2017 : Game of Thrones : Dickon Tarly
- 2019 -2024 : Umbrella Academy : Luther Hargreeves / #1 / Spaceboy
- 2020 : Robot Chicken : John Rolfe (voix)

## Distinctions
| Année | Prix                       | Catégorie                                                  | Nomination      | Résultat   |
| ----- | -------------------------- | ---------------------------------------------------------- | --------------- | ---------- |
| 2018  | Gold Derby Awards          | Meilleur casting de l'année                                | Game of Thrones | Nomination |
| 2018  | Screen Actors Guild Awards | Meilleure distribution pour une série télévisée dramatique | Game of Thrones | Nomination |